# Rugby Africa Women's Cup 2023
Rugby Africa Women's Cup 2023 fu la 3ª edizione della Coppa d'Africa di rugby a 15 femminile per squadre nazionali.
Si tenne tra il 20 e il 28 maggio 2023 a girone unico ad Antananarivo tra le quattro squadre qualificatesi attraverso l'edizione 2022 della competizione, ovvero Sudafrica, il Madagascar Paese organizzatore, il Kenya e il Camerun.
Oltre a mettere in palio il titolo di campione d'Africa, il torneo serviva anche per designare le squadre nazionali da assegnare alla seconda e terza divisione del WXV 2023, la prima edizione della nuova competizione istituita da World Rugby per garantire a tutte le squadre un determinato numero di incontri minimi all'anno; la vincitrice della Coppa d'Africa si qualificò per la divisione 2 del WXV, mentre invece la seconda classificata fu assegnata alla divisione 3.
Tutti gli incontri si tennero al nuovo stadio del rugby Makis di Antananarivo, e a risultare vincitrice a punteggio pieno furono le Springbok Women, campionesse continentali per la seconda volta.
Le giocatrici sudafricane concessero in tutto il torneo solo una meta e 8 punti complessivi.
Al secondo posto si classificò il Kenya, che si aggiudicò il posto nella seconda divisione del WXV 2023.
Il valore delle marcature, come stabilito da World Rugby nel 2017, è: 5 punti per ciascuna meta (7 se trasformata), 7 punti per la meta tecnica, 3 punti per la realizzazione di ciascun calcio piazzato, idem per il drop.

## Squadre partecipanti
- Camerun
- Kenya
- Madagascar
- Sudafrica

## Risultati

### 1ª giornata
| Arbitro: | Julie Randriarimanana |

| |    |  |
| Botes 3’, 36’ Cilliers 7’ Mayaba 23’, 42’, 45’, 71’ tecnica 28’ Ntoyanto 31’ Mathe 40+1’ Mkhari 51’, 77’, 79’ Gwala 63’ Namba 80’ | mt |  |
| Cilliers 3’, 23’ Janse v. Rensburg 45’, 63’, 79’                                                                                  | tr |  |

| Arbitro: | Precious Pazani |

|                                           |      |                                                 |
| Okulu 11’, 30’ tecnica 39’ Okumu 48’, 63’ | mt   | 45’ Raharimalala 53’ Fanantenana 69’ Rabarivelo |
| A. Ochieng 63’                            | tr   | 45’ Holiniaina                                  |
|                                           | c.p. | 7’ Holiniaina                                   |

### 2ª giornata
| Arbitro: | Maria Heitor |

|                                                                 |    |  |
| Mpupha 3’, 49’ Mabenge 15’, 25’, 40’, 80’ Solontsi 32’ Qawe 38’ | mt |  |
| Janse v. Rensburg 3’, 25’, 49’, 80’                             | tr |  |

| Arbitro: | Bineta Sene |

|                                                                           |      |                     |
| Rasoarimalala 2’, 13’ Rabarivelo 27’ Ravaoarinoro 60’ Ravololonirrina 77’ | mt   | 6’, 33’ Moudangwedi |
| Fanantenana 78’                                                           | tr   |                     |
| Ravololonirrina 45’                                                       | c.p. |                     |

### 3ª giornata
| Arbitro: | Maria Heitor |

|                                                                                |      |          |
| Chikombe 4’ Okulu 6’, 59’ Okumu 34’ Otieno 50’ Wafula 54’ Isabwa 65’ Owuor 79’ | mt   |          |
| Okulu 4’, 6’, 50’, 59’ A. Ochieng 54’, 79’                                     | tr   |          |
|                                                                                | c.p. | 47’ Ntsa |

| Arbitro: | Precious Pazani |

| |      |                 |
| Gwala 5’ Charlie 10’ Qawe 17’ Solontsi 25’, 80+3’ Mabenge 34’, 43’ Lochner 47’ Namba 50’ Janse v. Rensburg 54’ Mcatshulwa 60’ Mayaba 69’ Dumke 75’ | mt   | 42’ Fanantenana |
| Janse v. Rensburg 10’, 17’, 25’, 34’, 43’ Cilliers 76’, 80+3’                                                                                      | tr   |                 |
| | c.p. | 14’ Fanantenana |

## Classifica
| Pos | Squadra    | G | V | N | P | PF  | PS  | DP   | BMP | Pt |
| --- | ---------- | - | - | - | - | --- | --- | ---- | --- | -- |
| 1   | Sudafrica  | 3 | 3 | 0 | 0 | 214 | 8   | +206 | 3   | 15 |
| 2   | Kenya      | 3 | 2 | 0 | 1 | 81  | 71  | +10  | 2   | 10 |
| 3   | Madagascar | 3 | 1 | 0 | 2 | 58  | 118 | −60  | 1   | 5  |
| 4   | Camerun    | 3 | 0 | 0 | 3 | 13  | 169 | −156 | 0   | 0  |